# Wolfgang Oelkers

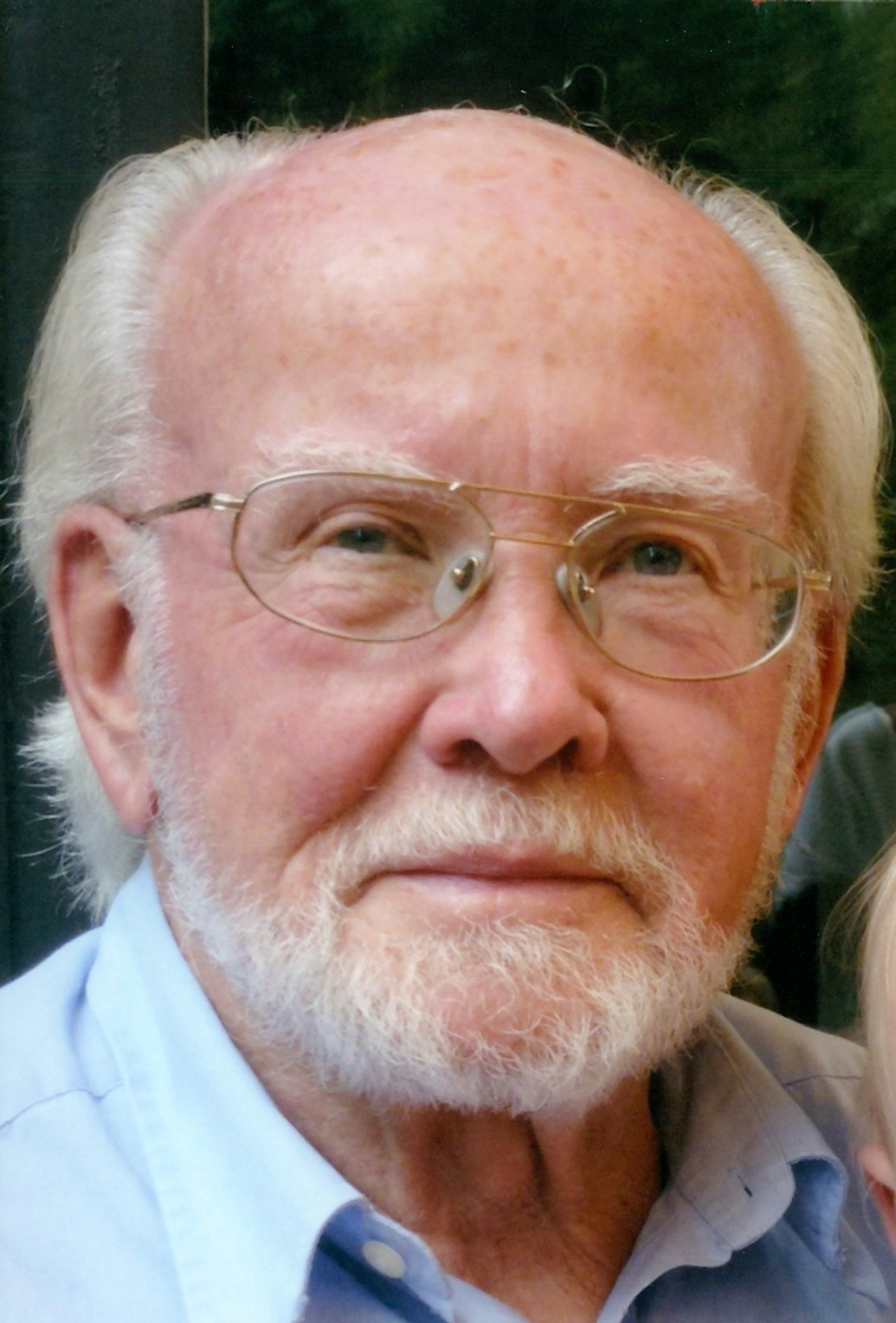
Wolfgang Oelkers

Wolfgang K. H. Oelkers (* 21. Mai 1936 in Wernigerode/Harz) ist ein deutscher Internist und Endokrinologe und ehemaliger Abteilungsleiter im Klinikum Benjamin Franklin der Freien Universität Berlin. Er ist ein international anerkannter klinischer und experimenteller Forscher.

## Leben
Oelkers besuchte ab 1950 das Gerhart-Hauptmann-Gymnasium in Wernigerode und legte dort 1954 sein Abitur ab. Anschließend nahm er ein Medizinstudium an der Universität Halle/Saale auf. Im Herbst 1955 verließ er die DDR aus politischen Gründen und wechselte an die Freie Universität Berlin. Ab 1956 war er Stipendiat der Studienstiftung des Deutschen Volkes. Nach dem Physikum studierte er an den Medizinfakultäten der Universitäten in Wien, München und Hamburg. Staatsexamen und Promotion erreichte er 1960 am Institut für Pathologie der Universität Hamburg. Nach der Medizinalassistentenzeit in Hamburg, Berlin und Schramberg/Schwarzwald wurde er Wissenschaftlicher Assistent am Institut für Physiologische Chemie der Freien Universität Berlin. Dort forschte er zur Induktion hepatischer Enzyme durch Östrogene und über die von Otto Warburg et al. beschriebene abtötende Wirkung von Glycerinaldehyd auf Aszites-Tumorzellen der Maus. 1965 wechselte Oelkers an die 2. Medizinische Klinik der Freien Universität Berlin unter der Leitung von Max Schwab. In dieser, 1970 in das neu erbaute Klinikum Steglitz (später Klinikum Benjamin Franklin) übersiedelten Klinik, etablierte Oelkers u. a. ein Hormonlabor für die Messung Kreislauf-aktiver Hormone wie Renin, Aldosteron, Angiotensin 2, Angiotensinogen und Vasopressin. Nach Studienaufenthalten am St. Mary’s Hospital in London wurde er 1970 Facharzt für Innere Medizin und habilitierte zum Thema Experimentelle und klinische Untersuchungen über das Renin-Aldosteron-System bei Bluthochdruck. 1970 folgte auf Einladung der Blood Pressure Research Unit des British Medical Research Council ein Forschungsjahr an der Universität Glasgow, Schottland. Dort forschte Oelkers zur Steuerung der Aldosteron-Sekretion beim Menschen. 1971 wurde er auf eine C3-Professur an der Freien Universität Berlin berufen und von 1972 bis 1974 war er der erste geschäftsführende Direktor des neu gegründeten Zentrums für Innere Medizin am Klinikum Steglitz (Ärztliche Direktoren: Max Schwab und Hans Freiherr v. Kress). In dieser Funktion organisierte er u. a. die Lehre und die Assistenten-Weiterbildung neu.
1975 wurde er, gemeinsam mit Hans-Jürgen Quabbe und Horst Schleusener Abteilungsleiter der ersten Abteilung für Innere Medizin mit Schwerpunkt Endokrinologie in Berlin und in den 1990er Jahren Leiter des interdisziplinären Forschungsschwerpunkts Endokrinologie des Fachbereichs Medizin der Freien Universität Berlin. Oelkers veröffentlichte über 185 wissenschaftliche Artikel und 65 Buchartikel. Schwerpunkte waren die Steuerung der Aldosteron-Sekretion durch Angiotensin, ACTH und Atriales Natriuretisches Hormon; Hypophysen- und Nebennierenerkrankungen, besonders Morbus Addison und Primärer Hyperaldosteronismus; unerwünschte Effekte von hormonalen Kontrazeptiva und der Hormonersatztherapie auf Kreislauf und Körpergewicht bei der Frau sowie Steroid-Metabolismus in der menschlichen Niere. In Oelkers´ Arbeitsgruppe entwickelte der Chemiker und Arzt Manfred Schöneshöfer eine aufwändige Methode zur Messung multipler Corticosteroide in einer Serumprobe. Die Projekte der Gruppe wurden fast durchgehend von der Deutschen Forschungsgemeinschaft gefördert und Oelkers wurde in den 1990er Jahren zu den führenden Medizinforschern in Deutschland gezählt.
Nach seiner Pensionierung 2001 war er noch bis 2016 als Arzt und Weiterbildungs-Berater im MVZ „Endokrinologikum am Gendarmenmarkt“ in Berlin-Mitte tätig.

## Varia
Oelkers ist und war Mitglied in vielen Fachgesellschaften, darunter die Deutsche Gesellschaft für Innere Medizin, Deutsche Gesellschaft für Endokrinologie, Endocrine Society (USA), European Society of Endocrinology und Deutsche Hypertonie-Liga. Er war Mitglied des Editorial Boards des European Journal of Endocrinology und Peer Reviewer sowie Kommentator u. a. für das New England Journal of Medicine, das Journal of Clinical Endocrinology and Metabolism und das European Journal of Endocrinology. Oelkers war über 35 Jahre Mitglied der Schriftleitung von Der Arzneimittelbrief und hat sich für unabhängige ärztliche Fort- und Weiterbildung eingesetzt. Von 1980 bis 2001 war Oelkers Vertrauensdozent der Studienstiftung des Deutschen Volkes.

## Auszeichnungen
- 1977: Mitglied des Council for High Blood Pressure Research der American Heart Association
- 2016: Ehrenmitglied in der Deutschen Gesellschaft für Endokrinologie[4]